# نيد فور سبيد 3: هوت برسوت
نيد فور سيبد 3: هوت برسوت (بالإنجليزية:Need for Speed III: Hot Pursuit) ويسمى في النسخة اليابانية (بالإنجليزية:Over Drivin' III: Hot Pursuit) ، لعبة إلكترونية من نوع مطاردة وسباق السيارات، أنتجت سنة 1997 ، وتعمل لنظامي بلاي ستيشن وويندوز.

## جوائز
حصلت اللعبة على جائزة Interactive Achievement Award winners .

## وصلات خارجية
- نيد فور سبيد 3: هوت برسوت على موقع IMDb (الإنجليزية)

- Need for Speed III: Hot Pursuit على موبي غيمز